# Самойлов, Пётр Андреевич
Пётр Андре́евич Само́йлов (1897, с. Переволока Сызранского уезда Симбирской губернии — 16.6.1938, Москва) — руководящий сотрудник ГПУ/НКВД СССР, майор государственной безопасности (05.12.1935), начальник Управления НКВД по Курской области. Входил в состав особой тройки НКВД СССР, внесудебного и, следовательно, не правосудного органа уголовного преследования. Расстрелян в «особом порядке». Не реабилитирован.

## Биография
Пётр Андреевич Самойлов родился в 1897 году в селе Переволока Симбирской губернии в семье лесообъездчика. Образование: сельская школа, с. Переволока (1 год в 2-классном училище). С 1904 года как сирота (отец погиб на лесозаготовках) воспитывался в семье дяди— «крепкого середняка», работал в его хозяйстве, затем мальчик в часовом магазине, подручный приказчика магазина готового платья Розенцвейга, г. Самара (1911—1914 гг.); чернорабочий, токарь ж.-д. депо станции Абдулино (1915—1918 гг.). Состоял в РКП(б) в мае 1918 года. С того же года в Красной армии: рядовой Красногвардейского отряда 06.1918-1918 г. ; попал в плен к частям Белой армии под Симбирском, совершил побег; в 1919 году токарь ж.-д. депо станции Рузаевка, затем токарь ж.-д. депо станции Абдулино.
Затем перешел на партийную работу : отв. секретарь Абдулинского ГК РКП(б) (03.-04.1919 г.), секретарь коллектива РКП(б) Сводного батальона, г. Мелекес (Симбирская губерния) (04.-05.1919г).
В органах ВЧК-ОГПУ-НКВД с 1919 г.:
- 1919—1921 годы — в Особом отделе ВЧК Восточного фронта, бригады запасной армии, Приволжского военного округа.
- 1921—1925 годы — начальник Агентурного отделения, Информационного отдела Особого отдела ВЧК—ГПУ Туркестанского фронта.
- 1925—1926 годы — начальник Информационно-агентурного отдела Полномочного представительства ОГПУ по Средней Азии.
- с 1926 года в органах ГПУ-НКВД Урала : начальник Златоустовского окр.отдела ГПУ (17.08.1926 г. —25.01.1930 г.); начальник информационного отдела Полномочного представительства ОГПУ по Уралу (25.01.1930 г.—03.1931 г.); помощник начальника секретно-оперативного управления ПП ОГПУ по Уралу (04.1931 г. — 07.03.1932 г.); начальник Инспекции резервов ПП ГПУ по Уралу (1932 г.—01.1934 г.); начальник экономического отдела ПП ОГПУ по Уралу —начальник экономического отдела ПП ОГПУ по Свердловской области (07.03.1932 г. — 27.04.1934 г.); заместитель полномочного представителя ОГПУ при СНК СССР по Свердловской области —заместитель начальника Управления НКВД по Свердловской области (27.04.1934 г. —19.10.1936 г.);
- с 19.10.1936 г. по 09.12.1936 г. заместитель начальника УНКВД Красноярского края[2];
- с декабря 1936 г. в органах НКВД Курской обл.: заместитель начальника Управления НКВД по Курской области (09.12.1936 г.—01.10.1937 г.). С 1 октября по момент ареста начальник Управления НКВД по Курской области. Этот период отмечен вхождением в состав особой тройки, созданной по приказу НКВД СССР от 30.07.1937 № 00447[3] и активным участием в сталинских репрессиях[4]. Был выдвинут и зарегистрирован кандидатом в депутаты Верховного Совета СССР 1-го созыва, но затем кандидатура была снята в связи с последующим арестом.

## Завершающий этап
Арестован 16 ноября 1937 года и этапирован в Москву. Внесен в сталинский расстрельный список «Москва-центр» («Бывшие сотрудники НКВД») от 5 марта 1938 года по 1-й категории («за» Сталин, Молотов, Ворошилов, Жданов). Осуждён к ВМН в «особом порядке» 16 июня 1938 года. Расстрелян в день оформления приговора в Москве вместе с рядом ответственных сотрудников центрального аппарата и региональных управлений НКВД СССР (Г. И. Благонравов, В. Т. Иванов, Б. А. Бак, В. И. Герасимов и др.). Место захоронения — спецобъект НКВД «Коммунарка». В 1999 году в реабилитации было отказано.

## Награды
- 20.12.1932 — Почётный сотрудник госбезопасности XV